# Benedicto Antonio Angeli
Benedicto Antonio Angeli (født 10. februar 1939, død 3. juni 2021) var en brasiliansk fodboldspiller og træner.
Han spillede i sin karriere for flere forskellige klubber, herunder Palmeiras.